# Andorra-Grandvalira
El Andorra-Grandvalira (código UCI: ANG) fue un equipo ciclista profesional andorrano, de categoría Continental, aunque afincado en Cataluña (España).

## Historia

### 2004-2008: Orígenes
El equipo surgió por el interés de Melcior Mauri en crear un equipo profesional catalán de ciclismo. Primero incorporándose a la sección de ciclismo del FC Barcelona en el 2004 y cuando este desapareció en 2006 cogiendo parte de su estructura para crear su propio equipo llamado ECP Continental Pro (anteriormente ECP Aluminis Sant Jordi) aunque ambos fueron equipos amateurs dada la imposibilidad de encontrar financiación para crear el equipo profesional.
Sin embargo, en 2005, se creó el equipo Catalunya-Ángel Mir, que si consiguió financiación por parte la Generalidad de Cataluña para ser profesional aunque sin vinculación a la estructura de Mauri. Ese equipo duró dos años.

### 2009: Equipo profesional
Gracias al patrocinio del Principado de Andorra surgió el equipo profesional pero con licencia de aquel país con los beneficios económicos (ya que en los equipos de categoría Continental es el país donde está registrado el que impone los requisitos económico y Andorra fue muy flexible en ese aspecto) pero a la vez con los problemas de normativa UCI que ello acarreó: teniendo que contratar a una mayoría de andorranos, pero que en realidad no disputaron ninguna carrera, en un equipo con límite de 16 ciclistas (más otros 4 que podían contratarse con unos requisitos especiales). De hecho oficialmente la plantilla estuvo compuesta de 19 corredores con 9 andorranos pero en la web del equipo "solo" aparecieron 13 corredores en los que quitaron a los andorranos e introdujeron a Egoitz García, Arnau Méndez y Francisco José Carrasco que en ningún momento llegaron a debutar con el equipo ni a tener ficha con este. Tampoco hicieron contrato a David de la Cruz a pesar de que en principio si estaba anunciado. Todo ello debido a dicha limitación a la hora de tener que inscribir corredores. El exceso de 16 lo completaron con el requisito especial de ser corredores encuadrados entre los 150 mejores de otras disciplinas que fueron: Carlos Torrent y posteriormente Sergi Escobar y Dmitri Puzanov (este último teniendo que ser extranjero para que los españoles no superasen a los andorranos).
En el aspecto meramente deportivo el equipo consiguió dos victorias, la de mayor relevancia fue la conseguida por parte de Jaume Rovira en la Clásica de Ordizia y la otra fue de Sergi Escobar en la cuarta etapa de la Vuelta Ciclista a Chiapas (donde Sergi también consiguió un segundo puesto) está última oficialmente en la siguiente temporada pero que el equipo disputó al tener licencia para todo el año. Otros resultados destacados fueron los cinco terceros puestos conseguidos en etapas de categoría 2.2 (última categoría del profesionalismo) en Francia, España y Portugal.

### Desaparición
El equipo no continuó en la temporada siguiente debido a la falta de apoyos económicos.

## Material ciclista
El equipo utilizó bicicletas Massi.

## Sede
El equipo tuvo su sede en Sitges (España): Avinguda Cami Pla, 6 1a planta local 14 08870.

## Clasificaciones UCI
A partir de 2005 la UCI instauró los Circuitos Continentales UCI, donde el equipo estuvo durante su año en activo en 2009, registrado dentro del UCI Europe Tour. Estando solamente en las clasificaciones del UCI Europe Tour Ranking dado que durante el transcurso de su temporada en activo solo disputaron carreras en dicho continente (también disputaron la Vuelta a Chiapas del UCI América Tour Ranking pero dentro la temporada 2009-2010 que al no tener el equipo licencia para el 2010 no entró en ese ranking). Las clasificaciones del equipo y de su ciclista más destacado son las siguientes:
| Temporada               | Clasificación por equipos | Mejor corredor en la clasificación individual | Posición |
| 2008-2009 (Europe Tour) | 68.º                      | Jaume Rovira                                  | 132.º    |

## Palmarés

### Palmarés 2009

#### Circuitos Continentales UCI
| Fechas          | Circuito                   | Carreras      | Ganador                                  |
| 25 de julio     | UCI Europe Tour 2008-2009  | Jaume Rovira  | Clásica de Ordizia                       |
| 26 de noviembre | UCI America Tour 2009-2010 | Sergi Escobar | 4ª etapa de la Vuelta Ciclista a Chiapas |

## Plantilla

### Plantilla 2009
| Nombre                        | Nacimiento | Nacionalidad | Equipo 2008                                       |
| Luis Felipe Alves de Oliveira | 01/05/1982 | Andorra      | Neoprofesional                                    |
| Aitor Aznar                   | 23/04/1986 | España       | Neo (ECP Aluminis Sant Jordi)                     |
| Sergio Brito Da Costa         | 25/11/1983 | Andorra      | Neoprofesional                                    |
| Dimitri Chuzhda               | 24/08/1987 | Ucrania      | Neo (Cosaor)                                      |
| Moloud El Allaoui Arabi       | 28/02/1977 | Andorra      | Neoprofesional                                    |
| Sergi Escobar                 | 22/09/1974 | España       | Grupo Nicolás Mateos (en 2007)                    |
| Raúl García de Mateos         | 05/07/1982 | España       | Relax-GAM (en 2007)                               |
| Vicente García de Mateos      | 19/09/1988 | España       | Neo (ECP Aluminis Sant Jordi)                     |
| Xavier López Calero           | 16/06/1981 | Andorra      | Neoprofesional                                    |
| Helder López Ribeiro          | 11/12/1986 | Andorra      | Neoprofesional                                    |
| Julio Moa Sánchez             | 04/04/1986 | Andorra      | Neoprofesional                                    |
| Indaleci Pérez Tapies         | 27/01/1990 | Andorra      | Neoprofesional                                    |
| Eduard Prades Reverter        | 09/08/1987 | España       | Neo (ECP Aluminis Sant Jordi)                     |
| Aitor Punzano Martínez        | 03/12/1987 | Andorra      | Neoprofesional                                    |
| Dmitri Puzanov                | 23/10/1982 | Rusia        | Neoprofesional (Katyusha CT hasta el 30 de junio) |
| José Luis Ramos Gutiérrez     | 11/03/1983 | Andorra      | Neoprofesional                                    |
| Jaume Rovira                  | 03/11/1979 | España       | Extremadura-Ciclismo Solidario                    |
| Carlos Torrent                | 29/08/1974 | España       | Extremadura-Ciclismo Solidario                    |
| Ángel Vallejo Domínguez       | 01/04/1981 | España       | Centro Ciclismo de Loulé                          |

1. 1 2 3 4 5 6 7 8 9  Los corredores andorranos solo pertenecieron al equipo para cubrir el "cupo" de ciclistas de ese país ya que en realidad no corrieron ninguna carrera con el equipo, ni siquiera aparecieron en la web del equipo ni en las fotos de la plantilla.
2. 1 2  Desde el 9 de junio.
3. ↑  Desde el 1 de julio.